# Kenny Roberts senior

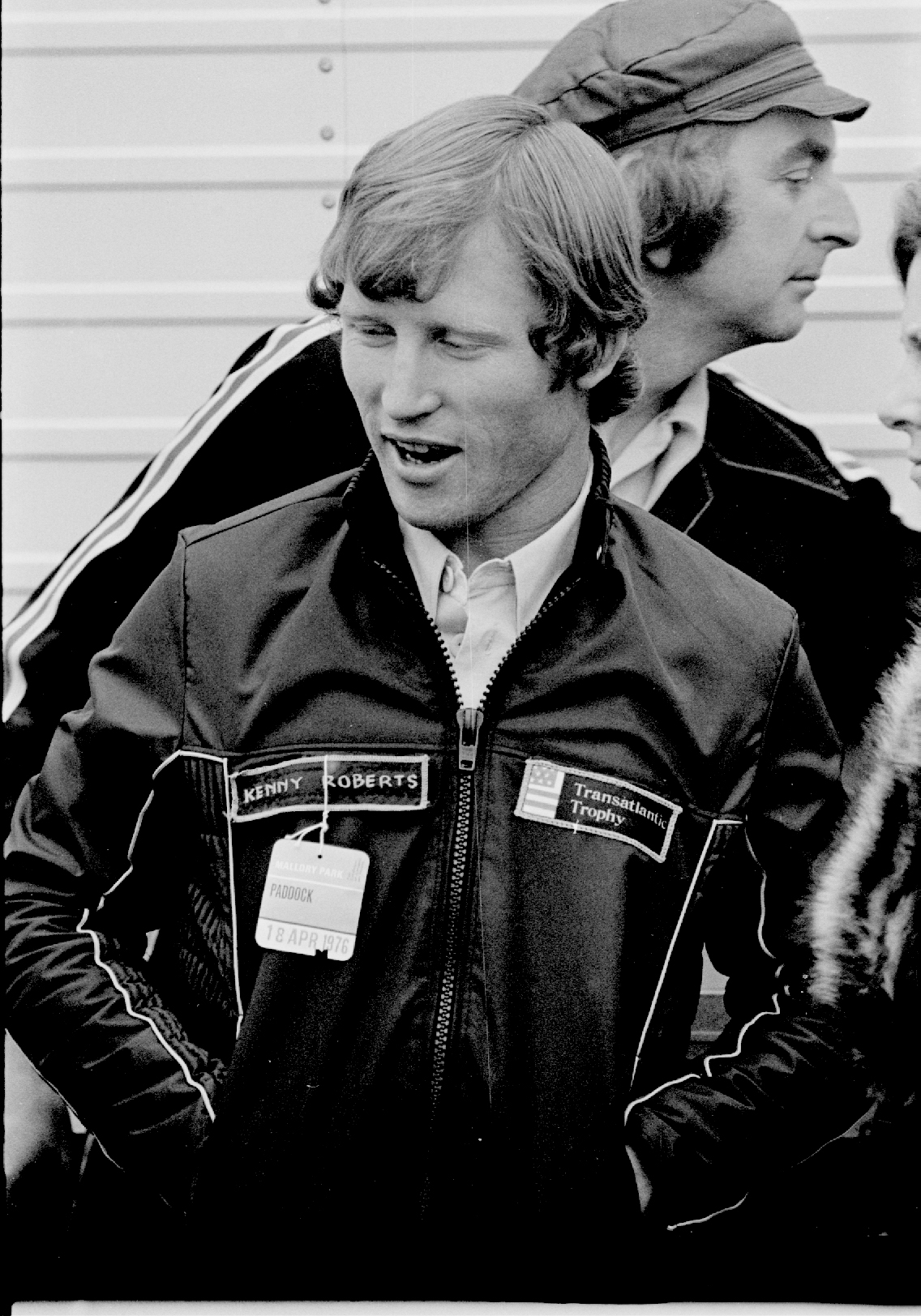
Kenny Roberts

Kenny Roberts (Modesto (Californië), 31 december 1951) is een voormalige Amerikaanse motorcoureur, die anno 2005 actief is als manager van een raceteam.
Als een van de eerste Amerikanen waagde Roberts eind jaren zeventig de overstap naar het wereldkampioenschap wegrace, die tot die tijd door Europeanen werd gedomineerd. Hij behaalde drie wereldtitels op een rij in de koningsklasse, de 500 cc, in 1978, 1979 en 1980. Dit leverde hem de bijnaam en eretitel King Kenny op. In totaal behaalde hij 24 GP-overwinningen.
Roberts introduceerde een volledige nieuwe rijstijl. De 'klassieke stijl' van de Europeanen was gericht op laat remmen en het rijden van vloeiende lijnen. Roberts richtte zich vooral op het snel omgooien van de machine, met de knie aan de grond, waarbij hij de motor op het gas controleerde terwijl hij de bocht uitkwam. Deze glijdende stijl, die inmiddels gemeengoed is geworden, had hij opgedaan in de Amerikaanse dirt-track races.
Een van de zeldzame keren dat Roberts werd verslagen in een rechtstreeks duel was in 1981 tijdens de GP van Engeland, toen Jack Middelburg hem net te snel af was.
In 1983 moest Roberts na een bloedstollend seizoen de wereldtitel met slechts twee punten verschil laten aan het jonge talent Freddie Spencer. Hierna stopte hij als rijder.
Later kwam Kenny Roberts terug als team-eigenaar, met als doel een eigen motorfiets te ontwikkelen als alternatief voor de Japanse fabrieken. Samen met de autofabrikant Proton werd de Modenas KR 3 (Kenny Roberts three-cylinder) gebouwd. In 2001 kwam de Nederlandse coureur Jurgen van den Goorbergh uit voor het "team Kenny Roberts".
Zijn zoon, Kenny Roberts junior, trad in 2000 in de voetsporen van zijn vader door wereldkampioen te worden in de 500 cc klasse. Ook zoon Kurtis is actief in de racerij.

## Wereldkampioenschap wegrace resultaten
(Races in vet zijn polepositions; races in cursief geven de snelste ronde aan)
| Jaar | Klasse | Team                     | Motorfiets      | 1       | 2       | 3       | 4      | 5       | 6      | 7       | 8       | 9       | 10      | 11     | 12     | 13      | 14      | Punten | Plaats | Wereldkampioen                       |
| ---- | ------ | ------------------------ | --------------- | ------- | ------- | ------- | ------ | ------- | ------ | ------- | ------- | ------- | ------- | ------ | ------ | ------- | ------- | ------ | ------ | ------------------------------------ |
| 1974 | 250 cc | Yamaha USA               | TZ 250          | FRA -   | SPA -   |         | DUI -  | NAT -   | IOM -  | NED 3e  | BEL -   | ZWE -   | FIN -   | TSL -  | JOE -  |         |         | 10     | 19e    | Walter Villa, Harley-Davidson        |
| 1978 | 250 cc | Yamaha USA               | TZ 250          | VEN 1e  | SPA 2e  |         | FRA 2e | NAT DNF | NED 1e | BEL DNF | ZWE DNS | FIN DNF | GBR -   | DUI -  | TSL -  | JOE -   |         | 54     | 4e     | Kork Ballington, Kawasaki KR 250     |
| 1978 | 500 cc | Yamaha USA               | YZR 500 (OW35K) | VEN DNF | SPA 2e  | OOS 1e  | FRA 1e | NAT 1e  | NED 2e | BEL 2e  | ZWE 7e  | FIN DNF | GBR 1e  | DUI 3e |        |         |         | 110    | 1e     | Kenny Roberts, Yamaha YZR 500        |
| 1979 | 500 cc | Yamaha USA               | YZR 500 (OW45)  | VEN DNS | OOS 1e  | DUI 2e  | NAT 1e | SPA 1e  | JOE 1e | NED 8e  | BEL DNS | ZWE 4e  | FIN 6e  | GBR 1e |        | FRA 3e  |         | 113    | 1e     | Kenny Roberts, Yamaha YZR 500        |
| 1980 | 500 cc | Yamaha                   | YZR 500 (OW48)  | NAT 1e  | SPA 1e  | FRA 1e  |        | NED DNF | BEL 3e | FIN 2e  | GBR 2e  |         | DUI 4e  |        |        |         |         | 87     | 1e     | Kenny Roberts, Yamaha YZR 500        |
| 1981 | 500 cc | Yamaha                   | YZR 500 (OW54)  |         | OOS DNF | DUI 1e  | NAT 1e | FRA 5e  |        | JOE 3e  | NED DNS | BEL 2e  | SMR DNS | GBR 2e | FIN 7e | ZWE DNF |         | 74     | 3e     | Marco Lucchinelli, Suzuki RG 500     |
| 1982 | 500 cc | Yamaha                   | YZR 500 (OW60)  | ARG 1e  |         |         |        |         |        |         |         |         |         |        |        |         |         | 68     | 4e     | Franco Uncini, Gallina-Suzuki RG 500 |
| 1982 | 500 cc | Yamaha                   | YZR 500 (OW61)  |         | OOS 3e  | FRA DNS | SPA 1e | NAT 4e  | NED 2e | BEL 4e  | JOE DNF | GBR DNF | ZWE DNS |        |        | SMR DNS | DUI DNS | 68     | 4e     | Franco Uncini, Gallina-Suzuki RG 500 |
| 1983 | 500 cc | Marlboro-Agostini-Yamaha | YZR 500 (OW70)  | ZAF 2e  | FRA 4e  | NAT DNF | DUI 1e | SPA 2e  | OOS 1e | JOE 4e  | NED 1e  | BEL 1e  | GBR 1e  | ZWE 2e | SMR 1e |         |         | 142    | 2e     | Freddie Spencer, HRC-Honda NSR 500   |